# Józefa Karska
Józefa Karska (herbu Jastrzębiec; imię zakonne Maria Józefa od Jezusa Ukrzyżowanego; ur. 7 kwietnia 1823 we wsi Olchowiec, zm. 11 października 1860 w Rzymie) – polska zakonnica, współzałożycielka Zgromadzenia Sióstr Niepokalanego Poczęcia NMP (niepokalanek) i jego pierwsza przełożona generalna oraz Służebnica Boża Kościoła katolickiego.

## Życiorys
Urodziła się 7 kwietnia 1823 w Olchowcu. Była najmłodszą z trzech córek Józefa Wincentego a Paulo Karskiego (1792–1822) herbu Jastrzębiec i Joanny z Jasieńskich (1800–1859) herbu Dołęga. Ochrzczona była przez miejscowego proboszcza, a ceremonii Chrztu św. dopełnił dopiero w Rzymie o. Hieronim Kajsiewicz przed jej bierzmowaniem w 1851. Dzieciństwo spędziła w majątkach rodzinnych w Olchowcu i Jakubowicach. Matka jej intelektualnie zainteresowana zagadnieniami religii, nie wykazywała jednak wielkiej pobożności, ale dbała o formację religijną swoich córek jak też o staranne ich wychowanie i wykształcenie.

## Młodość
Józefa, lata 1839–1849 spędziła w Warszawie w atmosferze konspiracji. Były to czasy politycznej niewoli Polski i szereg osób spośród inteligencji, angażowało się w pracę konspiracyjną. Obok politycznych zainteresowań coraz bardziej pochłaniało Józefę życie towarzyskie. Zetknęła się z wyznawcami modnego wówczas towianizmu i na jakiś czas uwikłała się w ich błędy. Kontakty jej z towiańczykami trwały krótko, ale ujemny wpływ środowiska w jakim się znalazła, wywołał u niej zamęt wewnętrzny, dezorientację w sprawach religii i osłabienie wiary.
W maju 1849 się nawróciła. Weszła w bliższe kontakty z kapucynami warszawskimi i pod ich wpływem włączyła się w pracę społeczno-charytatywną, m.in. pielęgnowała chorych na grasującą w Warszawie cholerę.

## Zgromadzenie Sióstr Niepokalanek
Jednocześnie coraz wyraźniej zaczynała rozumieć rolę kobiety w rodzinie i społeczeństwie oraz jej odpowiedzialność za wychowanie młodego pokolenia. Coraz intensywniej myślała także o życiu zakonnym i czuła się powołaną do założenia zgromadzenia żeńskiego, które by poświęciło się wychowywaniu dziewcząt. Wśród modlitwy w kościele bernardynów (dzisiejszy kościół św. Anny w Warszawie), dał jej Bóg głębokie zrozumienie, iż ma powołać nowe zgromadzenie zakonne.
Niestety rozwijająca się gruźlica płuc udaremniła jej plany. Zmuszona była przerwać działalność charytatywną i w 1850 wyjechała za granicę, na kurację. Przybyła do Rzymu, gdzie na spowiednika i kierownika duchowego obrała spotkanego o. Hieronima Kajsiewicza. Na jego ręce złożyła 7 maja 1851 prywatne śluby dozgonnej czystości i posłuszeństwa.
W 1854 spotkała się z Marceliną Darowską. Wzajemne ich kontakty z czasem zacieśniały się i pogłębiały.
Za początek istnienia Zgromadzenia Sióstr Niepokalanego Poczęcia NMP (niepokalanek) uważa się rok 1857, kiedy to grupa kilku kobiet wraz z Józefą Karską rozpoczęła życie wspólnotowe w rzymskim klasztorze na via Paolina. W 1858 powstały pierwsze konstytucje (reguła zgromadzenia).
Dnia 8 grudnia 1859 odbyły się obłóczyny i publiczne śluby wieczyste Józefy Karskiej. Od tego czasu była matką Marią Józefą od Jezusa Ukrzyżowanego.

## Śmierć
W ostatnich dniach września 1860 o. Hieronim Kajsiewicz udzielił matce Józefie Sakramentu Chorych. Na łożu śmierci matka Józefa wyznaczyła Marcelinę Darowską na swoją następczynię.
Śmierć matki Józefy nastąpiła dnia 11 października 1860, o godzinie 6:30. Pochowana została w podziemiach kościoła św. Klaudiusza w Rzymie, pod ołtarzem Matki Bożej Dobrej Rady. 
Najważniejszym dziełem Józefy Karskiej było zapoczątkowanie nowej rodziny zakonnej w Kościele, z trudem tak wielkim, że przypłaciła to życiem.

## Proces beatyfikacyjny
Prośbę o otwarcie procesu beatyfikacyjnego zgromadzenie złożyło w 1923, jednak proces został otwarty w Rzymie dopiero w 1946.
Grób ze zwłokami Józefy Karskiej odnaleziono 2 listopada 1999. Otwarcia jego dokonano 10 maja 2000. Prochy przewieziono do Szymanowa dnia 26 maja 2000 i złożono na klasztornym 
cmentarzu.